# Oonops tectulus
Espèce
Oonops tectulus est une espèce d'araignées aranéomorphes de la famille des Oonopidae.

## Distribution
Cette espèce est endémique de l'île de la Trinité à Trinité-et-Tobago.

## Description
Le mâle holotype mesure 1,43 mm et la femelle paratype 1,61 mm

## Publication originale
- Chickering, 1971 : « The genus Oonops (Araneae, Oonopidae) in Panama and the West Indies. Part 1. » Psyche, vol. 77, p. 487-512 (texte intégral).